# Lanaikroknäbbsfink
Lanaikroknäbbsfink (Dysmorodrepanis munroi) är en utdöd fågel i familjen finkar inom ordningen tättingar.

## Utbredning och systematik
Lanaikroknäbbsfinken placeras som enda art i släktet Dysmorodrepanis. Fågeln förekom tidigare på ön Lanai i Hawaii där den sågs senast med säkerhet 1920.

### Familjetillhörighet
Arten tillhör en grupp med fåglar som kallas hawaiifinkar. Länge behandlades de som en egen familj. Genetiska studier visar dock att de trots ibland mycket avvikande utseende är en del av familjen finkar, närmast släkt med rosenfinkarna. Arternas ibland avvikande morfologi är en anpassning till olika ekologiska nischer i Hawaiiöarna, där andra småfåglar i stort sett saknas helt.

## Status
IUCN kategoriserar arten som utdöd.

## Namn
Fågelns vetenskapliga artnamn hedrar George Campbell Munro (1866-1963), en nyzeeländsk ornitolog bosatt i Hawaii.